# Stoff (Album)
Stoff (Eigenschreibweise STOFF) ist das achte Studioalbum des Sängers Thomas Godoj. Der Albumtitel ist entstanden während des Lockdowns in der COVID-19-Pandemie. Es wurde am 13. November 2020 von Godojs Label Tomzillamusik in Kooperation mit F.A.M.E Recordings veröffentlicht und ist seit 2014 das vierte Studioalbum, das per Crowdfunding finanziert wurde.

## Entstehung
Wie schon 2014, 2016 und 2018 wurde auch für dieses Album die Finanzierung über die Crowdfunding-Plattform Startnext gesichert. Die Kampagne startete am 8. Mai 2020 und das Fundingziel lag wie zuvor auch wieder bei 55.000 Euro. Das Ziel wurde innerhalb von 8 Minuten erreicht. Am Ende der Finanzierungsphase, am 24. Juli 2020, waren über 150.000 Euro zusammengekommen. Am 13. November 2020 wurde das Album im Rahmen eines Release-Konzertes zum Veröffentlichungstermin im Jovel, Münster vorgestellt. Das Release-Konzert war ursprünglich als Stream und mit 170 Zuschauern vor Ort geplant. Aufgrund der hohen Infektionszahlen im Herbst 2020 während der COVID-19-Pandemie konnte das Konzert jedoch nur als Stream stattfinden.

## Themen und Titelliste
| Nr.          | Titel                  | Länge |
| ------------ | ---------------------- | ----- |
| 1.           | Pulverfass             | 4:02  |
| 2.           | Astronaut              | 4:42  |
| 3.           | So weit kommen         | 3:51  |
| 4.           | STOFF                  | 2:49  |
| 5.           | Eiszeit                | 4:36  |
| 6.           | Es kommt der Tag       | 3:49  |
| 7.           | Lichtjahre             | 3:44  |
| 8.           | Alles wird gut         | 4:42  |
| 9.           | Flächenbrand           | 3:26  |
| 10.          | Lass es regnen         | 3:36  |
| 11.          | After all (Bonustrack) | 3:40  |
| Gesamtlänge: | Gesamtlänge:           | 42:57 |

In der ersten Single So weit kommen beschreibt Godoj die aktuelle Lage in der COVID-19-Pandemie. Außerdem beschreibt der Refrain, wie schwierig es für ihn, seine Band, sein Team und seine Fans war, in dieser Zeit zusammenzukommen: „Dass wir so weit kommen, war am Anfang dieser Straße keinem klar, zu viele Fragen! Wir halten fest, was hoffen lässt!“
In Astronaut beschäftigt sich Godoj aus der Sicht eines Astronauten mit dem Verhalten der Menschen gegenüber der Klimakrise. Inspiriert wurde er von Alexander Gersts Videobotschaft, die dieser Ende November 2018 an Bord der Internationalen Raumstation aufgenommen hatte.
Stoff ist einer der härtesten Songs auf dem Album. Godoj empfiehlt, diesen Song mit Humor zu sehen, denn der Text mag für manche gewöhnungsbedürftig sein. Stoff stünde in diesem Song für Stoff zum Abgehen, Stoff für den inneren Motor, Stoff zum Nachdenken. Ihm sei natürlich bewusst, dass Stoff auch als Droge verstanden werden kann. Glücklich und süchtig machte ihn die Droge Musik.
After All ist ein Bonustrack. Der Song war ursprünglich nicht für das Album geplant. Ende 2019 postete Godoj ein kleines Snippet auf Facebook und Instagram, wozu er auf der Gitarre sich selber begleitete. Er schrieb, dass seine Freundin diesen Song komponiert habe.
Alles wird gut hat härtere und ruhigere Stellen. Es soll ein Helfer für schwere Zeiten.

## Musikvideos
Zu den drei Singleauskopplungen wurden auch Videos auf YouTube veröffentlicht (am jeweiligen Veröffentlichungstermin).
Das Video zur ersten Single So weit kommen wurde am 5. Juni 2020 auf YouTube veröffentlicht und am 4. Juni 2020 auf laut.de vorgestellt. Es zeigt ihn zusammen mit seiner Band auf einer Bühne den Song zu performen.
Am 7. August 2020 wurde das Video zur zweiten Single Astronaut als Premiere auf YouTube veröffentlicht. Im Video sieht man abwechselnd Thomas Godoj den Song vortragen und Stock Footage von Raketen und Protesten.
Ebenfalls als Premiere wurde das Video zur dritten Single Lass es regnen auf YouTube veröffentlicht, dieses jedoch einen Tag vor der eigentlichen Veröffentlichung (29. Oktober 2020). Es ist eine Rockballade mit einprägsamen Refrain, markanten Gitarrenriffs und einem Text von Reue über eigene Fehler im Zwischenmenschlichen.
Unerwartet und sehr kurz vorher der Veröffentlichung (13. November 2020) wurde das Video zu Stoff angekündigt.

## Resonanz
Kai Butterweck von laut.de startet seine Rezension mit der Überschrift „Es kracht ordentlich im Gebälk“ und sieht Godoj auf den Fersen von Tremonti und Kennedy, vor allem käme er der Stimmfarbe von Kennedy sehr nah. Er schreibt: „Er reicht gerne die Hand, wenn es ums Wiederaufstehen geht. Und er schießt all jene zum Mond, die mit grimmiger Miene und hohlen Parolen durch die Straßen ziehen. Inhaltlich intelligent verpackt und gesegnet mit gesundem Menschenverstand katapultiert sich „Stoff“ ganz oben aufs Podest, wenn es um deutschsprachige Rockmusik mit metallischem Beigeschmack geht.“
Chris Strieder von darkstars.de vergibt 9,5 von 10 Punkte. Er ist der Meinung mit STOFF schaffte es Thomas Godoj sich nochmals zu steigern und lieferte sein bis dato bestes Album ab.